# Syzygium aborense
Syzygium aborense là một loài thực vật có hoa trong Họ Đào kim nương. Loài này được (Dunn) Rathakr. & N.C.Nair miêu tả khoa học đầu tiên năm 1983.